# Hummelsberg (Schwäbische Alb)
Der Hummelsberg ist ein 1002,1 m ü. NHN hoher Berg am Südwestrand der Schwäbischen Alb bei Gosheim im Landkreis Tuttlingen. Er ist damit der neunthöchste Berg und der südlichste Eintausender des gesamten Mittelgebirges.
Der Hummelsberg gehört zu den sogenannten zehn Tausendern – dies sind die zehn Berge bzw. Erhebungen der Schwäbischen Alb mit einer Höhe von 1000 m und mehr – im Bereich des Großen Heubergs. Zusammen mit dem Kehlen und dem Hochwald bildet er eine Bergkette, die sich nach Süden über das Klippeneck bis zum Dreifaltigkeitsberg fortsetzt. Bei hervorragendem Wetter reicht die Fernsicht vom Hummelsberg bis zu den nördlichen Gipfeln der Schweizer Alpen, im Westen bis zum Schwarzwald. Sein Gipfel ist durch eine Gipfelmarkierung mit Höhenangabe sowie mit einem Gipfelkreuz markiert. Der Steilabfall am Gipfel ist durch einen Zaun gesichert, unterhalb davon befindet sich eine unter Naturschutz stehende Geröllhalde.

## Aufstieg
Vom Albvorland aus können gut 300 Höhenmeter überwunden werden, die steile Schweinesteige führt vom Schweinsbrunnen auf den Hummelsberg. Auch über Gosheim und Böttingen lässt sich der Berg nach Überwindung des Kehlengipfels erreichen. Dabei sind etwa 150 Höhenmeter zu überwinden.
Die beiden qualitätszertifizierten Wanderwege Schwäbische-Alb-Nordrandweg (HW1) und Donauberglandweg führen an der Hangkante des Großen Heubergs entlang, von ihnen wird deshalb auch der Hummelsberg erfasst.

## Galerie

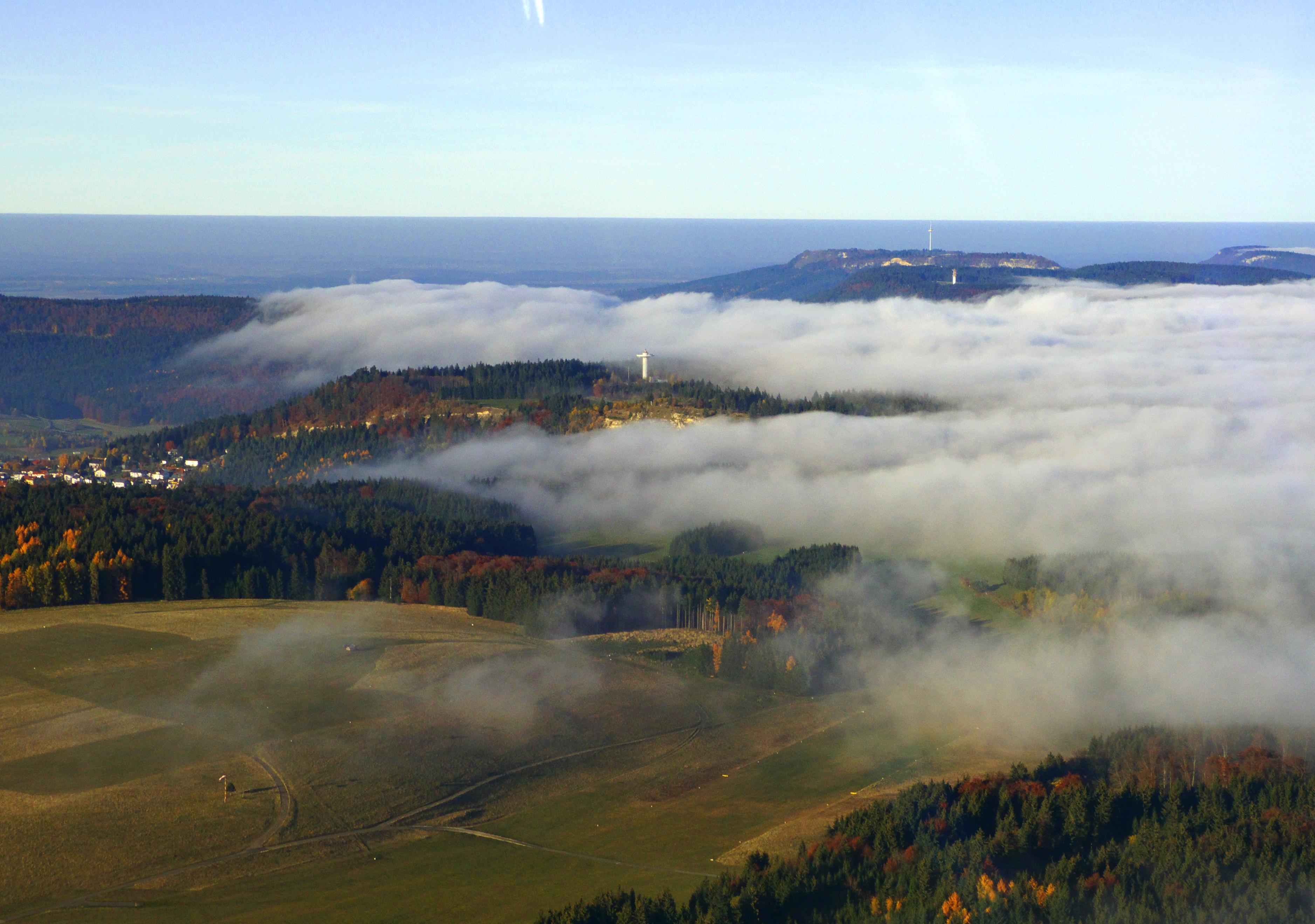
Albtrauf des Großen Heubergs bei Föhn von vorne nach hinten: Klippeneck, Hummelsberg, Kehlen, Hochwald und Plettenberg
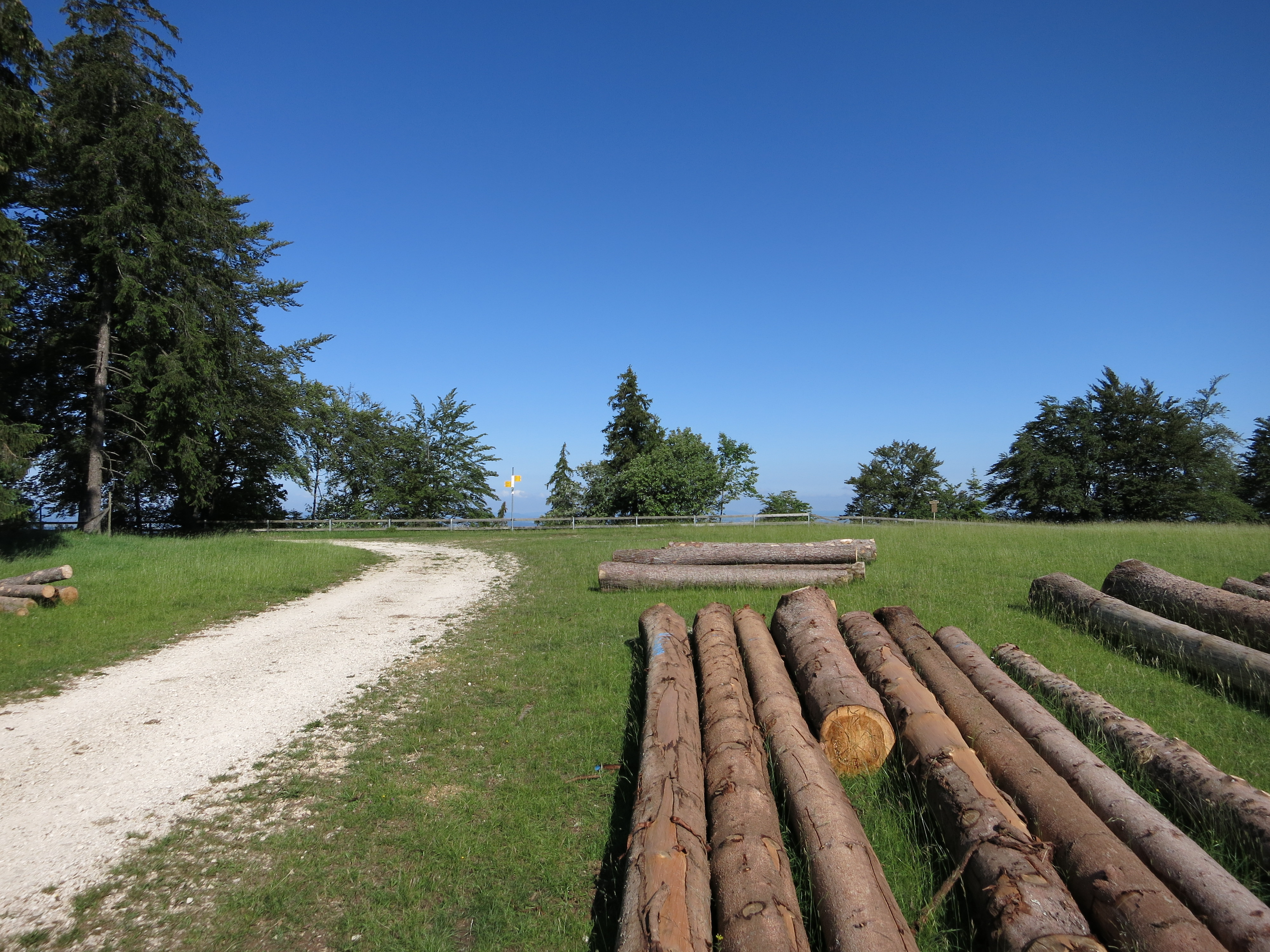
Gipfelkuppe des Hummelsbergs
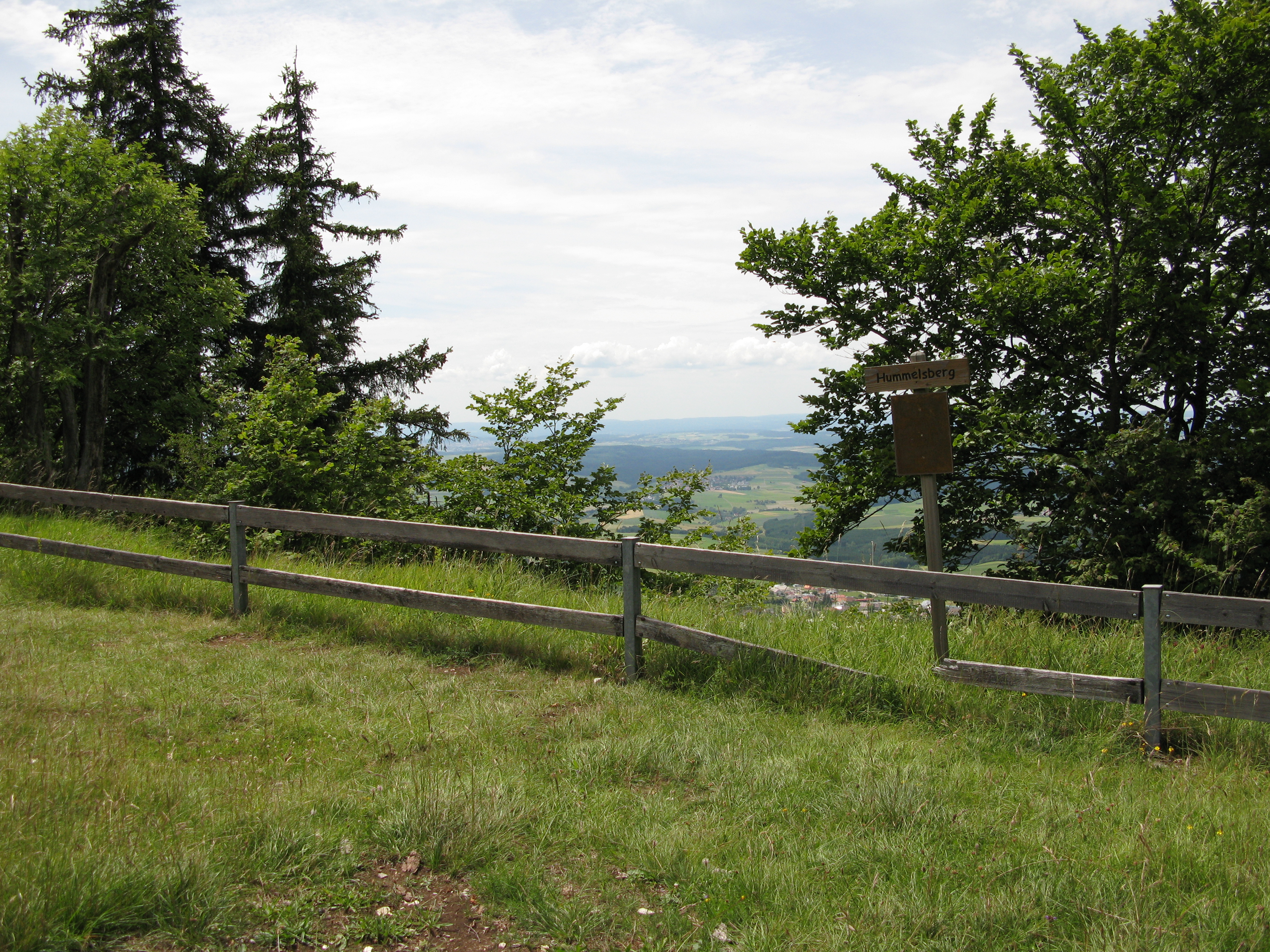
Blick vom Gipfel auf das Albvorland